# Championnat d'Europe masculin de handball
Cet article traite de la compétition masculine. Pour compétition féminine, voir Championnat d'Europe féminin de handball.
Le championnat d'Europe masculin de handball réunit tous les deux ans depuis 1994 les meilleures équipes nationales masculines d'Europe, sous l'égide de la Fédération européenne de handball (EHF).
La Suède, vainqueur en 2022 pour la 5e fois, est la nation la plus titrée, tandis que l'Espagne est l'équipe la plus médaillée avec 9 podiums.

## Historique

### De1994à2002: le quadruplé suédois
Dans la foulée de la création de la Fédération européenne de handball, il est décidé de créer un Championnat d'Europe des nations et son président, le Suédois Staffan Holmqvist, va pouvoir constater la mainmise de ses compatriotes qui vont remporter quatre des cinq premières éditions.

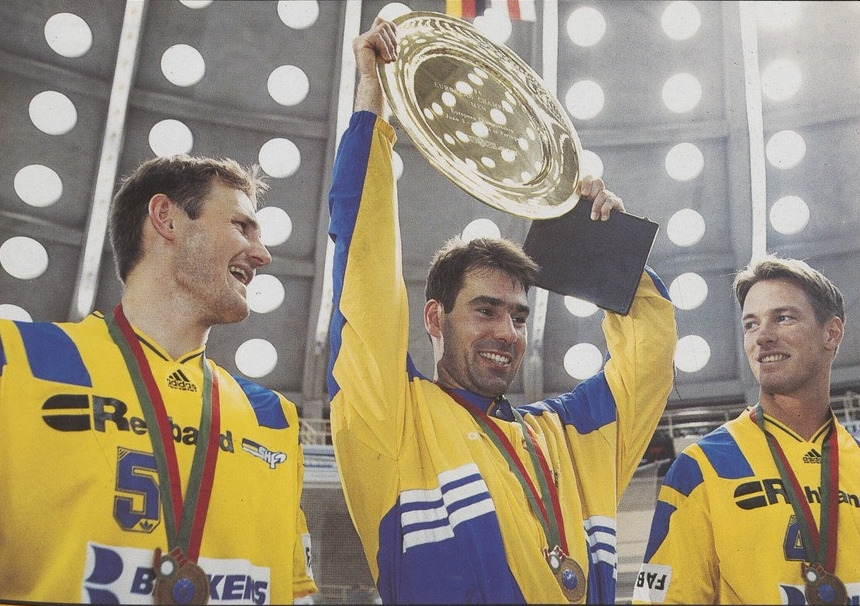
Le Suédois Tomas Svensson soulève le trophée en 1994.

Douze équipes ont participé au premier du Championnat d'Europe, disputé au Portugal du 3 au 12 juin 1994. La Russie, championne olympique et championne du monde en titre, et la Suède, vice-championne olympique et médaillée de bronze au Mondial, se retrouvent logiquement en finale après avoir remportés tous leurs matchs. Mais pour ce septième match en dix jours, les organismes ont été à rude épreuve et les Suédois dominent totalement leur adversaire pour s'imposer 34 à 21. Suédois et Russes dominent également les distinctions avec 6 joueurs dans l'équipe-type tandis que le Suédois Magnus Andersson a été élu meilleur joueur et le Russe Vassili Koudinov termine meilleur buteur avec 49 buts. La Croatie, jeune nation issue de l'ex-Yougoslavie, complète le podium pour sa compétition majeure en s'imposant difficilement face au Danemark (24-23).
La 2e édition du Championnat d'Europe s'est déroulée en Espagne du 24 mai au 2 juin 1996. La Russie remporte la compétition en s'imposant en finale 23-22 face à l'Espagne, hôte de la compétition et portée par le naturalisé Talant Dujshebaev, élu meilleur joueur de la compétition puis meilleur handballeur mondial de l'année 1996. Vainqueur de la Suède, la RF Yougoslavie remporte la médaille de bronze (26-25). La France, championne du monde en titre, ne termine qu'à la septième place. Toutes ces équipes, sauf la Yougoslavie, se retrouvent deux mois plus tard aux Jeux olympiques d'Atlanta. Valeri Gopine, Oleg Grebnev, Oleg Kisselev, Vassili Koudinov et Andreï Lavrov deviennent ainsi les premiers handballeurs à avoir remporté les trois principales compétitions internationales après avoir été champions olympiques en 1992 puis champions du monde en 1993.  L'Allemand Thomas Knorr termine quant à lui meilleur buteur avec 41 buts.
Le troisième Championnat d'Europe a eu lieu en Italie dans le Tyrol du Sud. La Suède remporte son deuxième titre dans la compétition en disposant en finale 25-23 de l'Espagne qui remporte ainsi sa deuxième médaille d'argent européenne consécutive. La Russie, tenante en titre et championne du monde en titre, a en revanche dû rentrer chez elle les mains vides après avoir perdu, 28-30 après prolongation, le match pour la médaille de bronze face aux Allemands de Stefan Kretzschmar, auteur de 10 buts, et de Daniel Stephan, élu meilleur joueur du tournoi.
Pour le Championnat d'Europe 2000, la compétition se déroule pour la première fois au mois de janvier, devenant ainsi un principe du handball international masculin puisque les Championnats du monde ont aussi lieu en début d'année civile à compter de 2001. La Suède s'impose pour la deuxième fois consécutive et la troisième fois en quatre épreuves en disposant en finale au terme de deux prolongations de la Russie (32-31). L'Espagne remporte 24 à 23 la médaille de bronze au détriment de la France qui rate l'occasion de remporter sa première médaille continentale malgré la présence de Jackson Richardson, élu meilleur joueur de la compétition. Bien que son équipe ait terminé dernière de la compétition, l'Ukrainien Oleg Velyky termine meilleur buteur avec 46 buts en six matchs.
Le cinquième Championnat d'Europe a lieu en Suède du 25 janvier au 3 février 2002. Seize équipes au lieu de douze précédemment disputent la compétition qui voit l'introduction d'un nouveau système de jeu avec un tour préliminaire qui sera d'ailleurs fatal aux Croates. À domicile, la Suède fait naturellement figure de favori et ne rate pas l'occasion de permettre à Magnus Andersson, Martin Frändesjö, Ola Lindgren, Stefan Lövgren, Staffan Olsson et Magnus Wislander de remporter leur quatrième titre de champion d'Europe. La présence en demi-finale de l'Allemagne (médaillé d'argent après avoir conduit les Suédois en prolongation), du Danemark (médaillé de bronze) et de l'Islande (porté par Ólafur Stefánsson qui termine meilleur buteur) illustre un certain renouveau. En revanche, la France, championne du monde en titre, et la Russie, championne olympique en titre, doivent se contenter du match pour la cinquième place au profit des seconds.
C'est la Slovénie qui accueille le championnat d'Europe 2004 et, portée par la ferveur de son public, les Slovènes parviennent à atteindre la finale de la compétition mais ne peuvent empêcher les Allemands de s'imposer 30 à 25. Le Danemark conserve sa médaille de bronze acquise en 2002 en s'imposant face à la Croatie qui doit se satisfaire des titres de meilleur joueur décerné à Ivano Balić et de meilleur buteur à Mirza Džomba (46 buts). En revanche, exit la Suède, triple tenant du titre et triple vice-championne olympique en titre, qui ne termine qu'à la 7e place tandis que la France, malgré la première compétition internationale d'un Nikola Karabatic élu meilleur arrière gauche de la compétition, ne parvient toujours pas à remporter de médaille continentale (sixième place). 

### De 2006 à 2014: France et Danemark se partagent l'or
L'édition 2006 en Suisse conduit au premier titre européen de la France, annonciateur de l'émergence des « Experts » qui vont dominer comme jamais la planète handball de 2008 à 2017. Cette édition s'est conclue par une nette victoire en finale 31 à 23 face à l'Espagne, championne du monde en titre. Comme deux ans plus tôt, le Danemark complète le podium aux dépens d'une Croatie portée par le génie Ivano Balić, à nouveau élu meilleur joueur. Le Slovène Siarhei Rutenka termine lui meilleur buteur avec 51 réalisations.
Pour la première fois, la Norvège accueille une compétition internationale masculine à l'occasion de l'Euro 2008 et espère voir les siens briller comme les Norvégiennes le font depuis plusieurs années. S'ils parviennent à s'imposer face aux Danois lors de la première journée, ce seront bien le Danemark et la Croatie qui se qualifieront pour les demi-finales. Dans l'autre tableau, l'Allemagne, championne du monde en titre, décroche le second ticket derrière une France dominante. Les demi-finales, très disputées, tournent à l'avantage de la Croatie (vainqueur 24-23 de la France) et du Danemark (vainqueur 26-25 de l'Allemagne). Pour la petite finale, les Allemands, découragés à la suite de leur défaite contre le Danemark, s'inclinent lourdement face à la France qui l'emporte 36 à 26, le plus grand écart de buts vu jusque là dans un France-Allemagne. En finale, les Danois, comme lors de la phase de poule, ont d'abord bâti leur succès en défense, contrôlant parfaitement la base arrière croate (Metličić à 5/11, Lacković à 2/8 et Balić à 4/12) pour s'imposer 24-20. Toujours placé (bronze en 2002, 2004, 2006 et 2007), le Danemark remporte ainsi son premier titre.

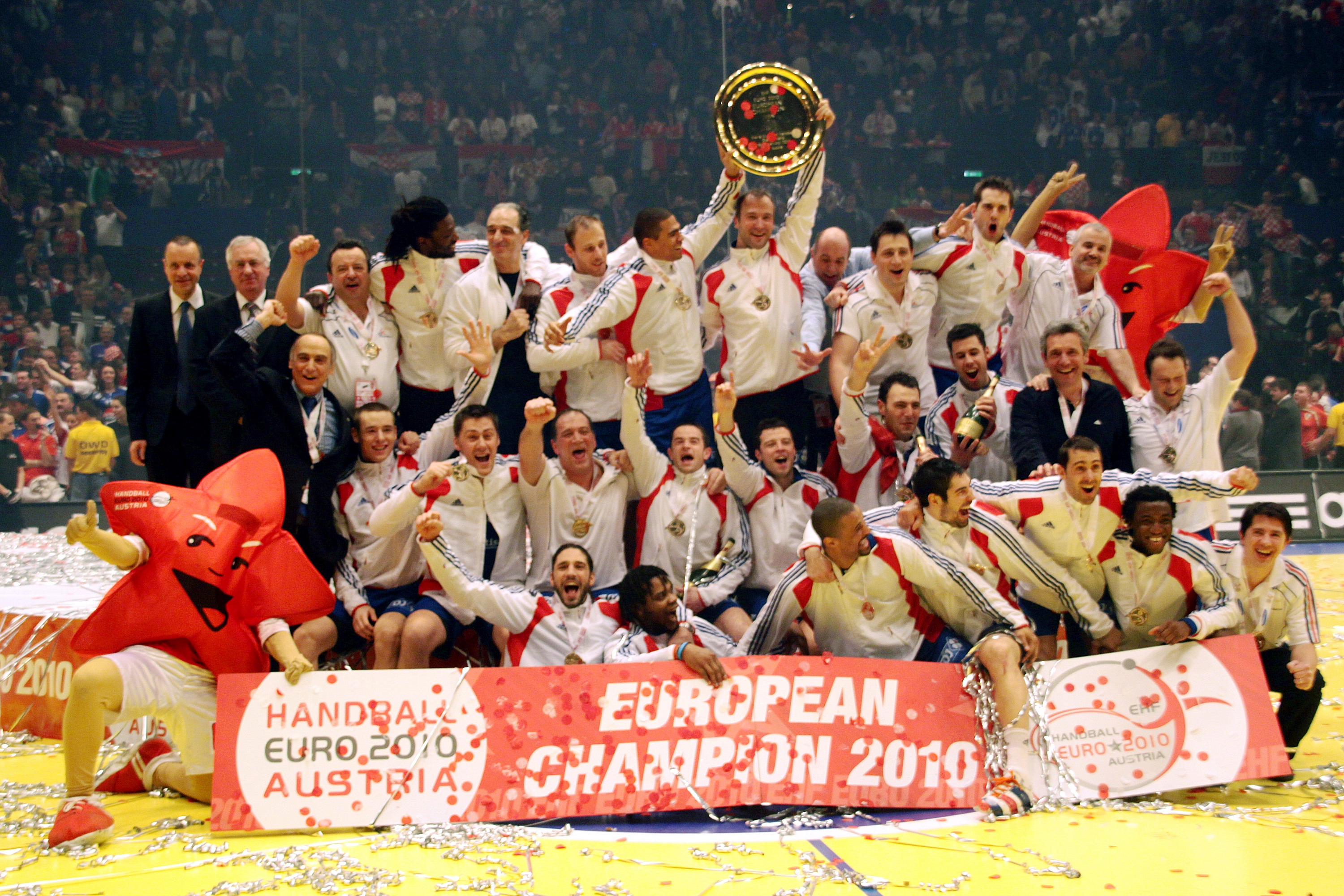
La France célèbre son deuxième titre en 2010.

Le Championnat d'Europe 2010 en Autriche se conclut par un triplé inédit de la France, déjà vainqueur des Jeux olympiques en 2008 et du Championnat du monde en 2009. Pourtant, leur début de compétition est relativement difficile (deux matchs nuls et une victoire d'un but lors du tour préliminaire), mais les Experts montent progressivement en puissance et remportent tous leurs matchs du tour principal, terminant à la première place de leur groupe devant les Polonais. L'autre groupe, également disputé, se conclut par les qualification des Croates et des Islandais. Les demi-finales sont remportées par la France face à l'Islande (36-28) et par la Croatie face à la Pologne (24-21), synonyme de revanche du Mondial en 2009. Si la Croatie prend le meilleur départ (12-9 à la 27e minute), l'équipe de France passe un 8-1 de part et d'autre de la mi-temps pour finalement s'imposer 25 à 21. Dans le match pour la 3e place, l'Islande confirme sa finale olympique en remportant la médaille de bronze après avoir résisté au retour des Polonais (29-26 score final).  
Le Championnat d'Europe 2012 est marqué par le parcours de deux équipe : celui de la Serbie, qui profite de l'avantage de joueur à domicile pour atteindre la finale, et celui de la France, tenante du titre, qui ne termine qu'à la 11e place. C'est ainsi le Danemark qui remporte son deuxième titre dans la compétition après avoir battu l'Espagne en demi-finale (25-24) puis la Serbie en finale (21-19). Ces derniers ont écartés leurs voisins croates au terme d'une demi-finale dans une ambiance incandescente et émaillée par un incident sérieux, un joueur croate ayant été blessé par un projectile. La Croatie remportera malgré tout le bronze après avoir battu l'Espagne 31 à 27.
Organisé par le Danemark pour la première fois, le Championnat d'Europe 2014 doit permettre aux Danois, vainqueur de deux des trois derniers Euros et double vice-champion du monde en titre, de s'asseoir comme la nouvelle équipe de référence. Tout se passe parfaitement pour eux et ils s'imposent lors de tous leurs matchs de poules et écartent, non sans difficultés, la Croatie en demi-finale (29-27). Bien qu'en pleine transition,, la France (article détaillé) répond présent, termine en tête de sa poule du tour principal et écarte, non sans difficultés là aussi, l'Espagne en demi-finale (30-27). La finale tant attendue a lieu, mais comme en finale du Mondial un an plus tôt (défaite 19-35 face à l'Espagne), le Danemark passe à côté de leur finale : mené de 10 buts dès la 21e minute, « Tout d’un coup, la pression du public est devenue négative », analyse Claude Onesta. L'écart ne repassera jamais en dessous de six unités (41-32, score final) et la France remporte son troisième titre de champion d'Europe, étant par la même occasion la première équipe à inscrire plus de 40 buts lors d'une finale internationale. L'Espagne complète le podium, ayant battu la Croatie dans le match pour la 3e place sur un score serré de 29 à 28. Le Français Nikola Karabatic est élu meilleur joueur de la compétition pour la deuxième fois en championnat d'Europe et l'Espagnol Joan Cañellas termine meilleur buteur de la compétition avec 50 buts inscrits.

### 2016 à 2022: pas de finale sans l'Espagne
Lors de l'Euro 2018, l'Espagne remporte son premier titre dans la compétition après quatre finales perdues (1996, 1998, 2006, 2016). La Suède, malgré un bilan final de 4 victoires pour 4 défaites s'adjuge la médaille d'argent. La France, seule équipe à avoir remporté tous ses matchs à l'issue du tour principal, est battue en demi-finale par les Espagnols mais remporte la médaille de bronze aux dépens du Danemark.

## Palmarès du championnat d'Europe

### Bilan par édition
| 1re | 1994 | Portugal                    | Suède               | 34 − 21             | Russie              | Croatie             | 24 − 23             | Danemark            | 12                  |    |
| 2e  | 1996 | Espagne                     | Russie              | 23 − 22             | Espagne             | RF Yougoslavie      | 26 − 25             | Suède               | 12                  |    |
| 3e  | 1998 | Italie                      | Suède               | 25 − 23             | Espagne             | Allemagne           | 30 − 28ap           | Russie              | 12                  |    |
| 4e  | 2000 | Croatie                     | Suède               | 32 − 31a2p          | Russie              | Espagne             | 24 − 23             | France              | 12                  |    |
| 5e  | 2002 | Suède                       | Suède               | 33 − 31ap           | Allemagne           | Danemark            | 29 − 22             | Islande             | 16                  |    |
| 6e  | 2004 | Slovénie                    | Allemagne           | 30 − 25             | Slovénie            | Danemark            | 31 − 27             | Croatie             | 16                  |    |
| 7e  | 2006 | Suisse                      | France              | 31 − 23             | Espagne             | Danemark            | 32 − 27             | Croatie             | 16                  |    |
| 8e  | 2008 | Norvège                     | Danemark            | 24 − 20             | Croatie             | France              | 36 − 26             | Allemagne           | 16                  |    |
| 9e  | 2010 | Autriche                    | France              | 25 − 21             | Croatie             | Islande             | 29 − 26             | Pologne             | 16                  |    |
| 10e | 2012 | Serbie                      | Danemark            | 21 − 19             | Serbie              | Croatie             | 31 − 27             | Espagne             | 16                  |    |
| 11e | 2014 | Danemark                    | France              | 41 − 32             | Danemark            | Espagne             | 29 − 28             | Croatie             | 16                  |    |
| 12e | 2016 | Pologne                     | Allemagne           | 24 − 17             | Espagne             | Croatie             | 31 − 24             | Norvège             | 16                  |    |
| 13e | 2018 | Croatie                     | Espagne             | 29 − 23             | Suède               | France              | 32 − 29             | Danemark            | 16                  |    |
| 14e | 2020 | Suède, Autr. et Norv.       | Espagne             | 22 − 20             | Croatie             | Norvège             | 28 − 20             | Slovénie            | 24                  |    |
| 15e | 2022 | Hongrie et Slovaquie        | Suède               | 27 − 26             | Espagne             | Danemark            | 35 − 32ap           | France              | 24                  |    |
| 16e | 2024 | Allemagne                   | France              | 33 − 31ap           | Danemark            | Suède               | 34 − 31             | Allemagne           | 24                  |    |
| 17e | 2026 | Danemark, Suède et Norvège  | Compétition à venir | Compétition à venir | Compétition à venir | Compétition à venir | Compétition à venir | Compétition à venir | Compétition à venir | 24 |
| 18e | 2028 | Espagne, Portugal et Suisse | Compétition à venir | Compétition à venir | Compétition à venir | Compétition à venir | Compétition à venir | Compétition à venir | Compétition à venir | 24 |

Notes
- Parmi les pays ayant disputé au moins deux finales, seule la France est invaincue (4 victoires en 4 finales) ;
- Parmi les pays ayant atteint la finale, seuls deux en ont disputé une seule (Slovénie en 2004 et Serbie en 2012), perdue dans les deux cas ;

### Tableau des médailles
| Rang  | Nation     | Victoires                        | Finalistes                       | Troisièmes places          | Total |
| ----- | ---------- | -------------------------------- | -------------------------------- | -------------------------- | ----- |
| 1     | Suède      | 0 · 1994, 1998, 2000, 2002, 2022 | · 2018                           | · 2024                     | 7     |
| 2     | France     | 0 · 2006, 2010, 2014, 2024       | -                                | 0 · 2008, 2018             | 6     |
| 3     | Espagne    | 0 · 2018, 2020                   | 0 · 1996, 1998, 2006, 2016, 2022 | 0 · 2000, 2014             | 9     |
| 4     | Danemark   | 0 · 2008, 2012                   | 0 · 2014, 2024                   | 0 · 2002, 2004, 2006, 2022 | 8     |
| 5     | Allemagne  | 0 · 2004, 2016                   | · 2002                           | · 1998                     | 4     |
| 6     | Russie     | · 1996                           | 0 · 1994, 2000                   | -                          | 3     |
| 7     | Croatie    | -                                | 0 · 2008, 2010, 2020             | 0 · 1994, 2012, 2016       | 6     |
| 8     | Serbie (/) | -                                | · 2012                           | · 1996                     | 2     |
| 9     | Slovénie   | -                                | · 2004                           | -                          | 1     |
| 10    | Islande    | -                                | -                                | · 2010                     | 1     |
| 10    | Norvège    | -                                | -                                | · 2020                     | 1     |
| Total | Total      | 16                               | 16                               | 16                         | 48    |

### Bilan par nation
| Nation             | Part. | 1994                       | 1996                       | 1998                       | 2000                       | 2002                       | 2004                       | 2006                       | 2008                       | 2010                       | 2012                       | 2014                       | 2016                       | 2018                       | 2020                       | 2022                       | 2024                       |
| ------------------ | ----- | -------------------------- | -------------------------- | -------------------------- | -------------------------- | -------------------------- | -------------------------- | -------------------------- | -------------------------- | -------------------------- | -------------------------- | -------------------------- | -------------------------- | -------------------------- | -------------------------- | -------------------------- | -------------------------- |
| Suède              | 15    | Médaille d'or, Europe      | 4                          | Médaille d'or, Europe      | Médaille d'or, Europe      | Médaille d'or, Europe      | 7                          | -                          | 5                          | 15                         | 12                         | 7                          | 8                          | Médaille d'argent, Europe  | 7                          | Médaille d'or, Europe      | Médaille de bronze, Europe |
| France             | 16    | 6                          | 7                          | 7                          | 4                          | 6                          | 6                          | Médaille d'or, Europe      | Médaille de bronze, Europe | Médaille d'or, Europe      | 11                         | Médaille d'or, Europe      | 5                          | Médaille de bronze, Europe | 14                         | 4                          | Médaille d'or, Europe      |
| Espagne            | 16    | 5                          | Médaille d'argent, Europe  | Médaille d'argent, Europe  | Médaille de bronze, Europe | 8                          | 10                         | Médaille d'argent, Europe  | 9                          | 6                          | 4                          | Médaille de bronze, Europe | Médaille d'argent, Europe  | Médaille d'or, Europe      | Médaille d'or, Europe      | Médaille d'argent, Europe  | 13                         |
| Danemark           | 15    | 4                          | 12                         | -                          | 10                         | Médaille de bronze, Europe | Médaille de bronze, Europe | Médaille de bronze, Europe | Médaille d'or, Europe      | 5                          | Médaille d'or, Europe      | Médaille d'argent, Europe  | 6                          | 4                          | 13                         | Médaille de bronze, Europe | Médaille d'argent, Europe  |
| Allemagne          | 15    | 9                          | 8                          | Médaille de bronze, Europe | 9                          | Médaille d'argent, Europe  | Médaille d'or, Europe      | 5                          | 4                          | 10                         | 7                          | -                          | Médaille d'or, Europe      | 9                          | 5                          | 7                          | 4                          |
| Russie             | 14    | Médaille d'argent, Europe  | Médaille d'or, Europe      | 4                          | Médaille d'argent, Europe  | 5                          | 5                          | 6                          | 13                         | 12                         | 15                         | 9                          | 9                          | -                          | 22                         | 9                          | -                          |
| Croatie            | 16    | Médaille de bronze, Europe | 5                          | 8                          | 6                          | 16                         | 4                          | 4                          | Médaille d'argent, Europe  | Médaille d'argent, Europe  | Médaille de bronze, Europe | 4                          | Médaille de bronze, Europe | 5                          | Médaille d'argent, Europe  | 8                          | 11                         |
| Serbie ()          | 13    | -                          | Médaille de bronze, Europe | 5                          | -                          | 10                         | 8                          | 9                          | -                          | 13                         | Médaille d'argent, Europe  | 13                         | 15                         | 12                         | 20                         | 14                         | 19                         |
| Slovénie           | 14    | 10                         | 11                         | -                          | 5                          | 12                         | Médaille d'argent, Europe  | 8                          | 10                         | 11                         | 6                          | -                          | 14                         | 8                          | 4                          | 16                         | 6                          |
| Norvège            | 11    | -                          | -                          | -                          | 8                          | -                          | -                          | 11                         | 6                          | 7                          | 13                         | 14                         | 4                          | 7                          | Médaille de bronze, Europe | 5                          | 9                          |
| Islande            | 13    | -                          | -                          | -                          | 11                         | 4                          | 13                         | 7                          | 11                         | Médaille de bronze, Europe | 10                         | 5                          | 13                         | 13                         | 11                         | 6                          | 10                         |
| Pologne            | 11    | -                          | -                          | -                          | -                          | 15                         | 16                         | 10                         | 7                          | 4                          | 9                          | 6                          | 7                          | -                          | 21                         | 12                         | 16                         |
| Hongrie            | 14    | 7                          | 10                         | 6                          | -                          | -                          | 9                          | 13                         | 8                          | 14                         | 8                          | 8                          | 12                         | 14                         | 9                          | 15                         | 5                          |
| Macédoine du Nord  | 8     | -                          | -                          | 12                         | -                          | -                          | -                          | -                          | -                          | -                          | 5                          | 10                         | 11                         | 11                         | 15                         | 22                         | 17                         |
| Tchéquie           | 12    | -                          | 6                          | 10                         | -                          | 7                          | 11                         | -                          | 14                         | 8                          | 14                         | 15                         | -                          | 6                          | 12                         | 13                         | 15                         |
| Portugal           | 7     | 12                         | -                          | -                          | 7                          | 9                          | -                          | 15                         | -                          | -                          | -                          | -                          | -                          | -                          | 6                          | 19                         | 7                          |
| Autriche           | 6     | -                          | -                          | -                          | -                          | -                          | -                          | -                          | -                          | 9                          | -                          | 11                         | -                          | 15                         | 8                          | 20                         | 8                          |
| Biélorussie        | 7     | 8                          | -                          | -                          | -                          | -                          | -                          | -                          | 15                         | -                          | -                          | 12                         | 10                         | 10                         | 10                         | 17                         | -                          |
| Roumanie           | 3     | 11                         | 9                          | -                          | -                          | -                          | -                          | -                          | -                          | -                          | -                          | -                          | -                          | -                          | -                          | -                          | 22                         |
| Lituanie           | 2     | -                          | -                          | 9                          | -                          | -                          | -                          | -                          | -                          | -                          | -                          | -                          | -                          | -                          | -                          | 21                         | -                          |
| Pays-Bas           | 3     | -                          | -                          | -                          | -                          | -                          | -                          | -                          | -                          | -                          | -                          | -                          | -                          | -                          | 17                         | 10                         | 12                         |
| Ukraine            | 7     | -                          | -                          | -                          | 12                         | 11                         | 15                         | 12                         | -                          | 16                         | -                          | -                          | -                          | -                          | 19                         | 24                         | -                          |
| Monténégro         | 7     | -                          | -                          | -                          | -                          | -                          | -                          | -                          | 12                         | -                          | -                          | 16                         | 16                         | 16                         | 18                         | 11                         | 14                         |
| Italie             | 1     | -                          | -                          | 11                         | -                          | -                          | -                          | -                          | -                          | -                          | -                          | -                          | -                          | -                          | -                          | -                          | -                          |
| Suisse             | 5     | -                          | -                          | -                          | -                          | 13                         | 12                         | 14                         | -                          | -                          | -                          | -                          | -                          | -                          | 16                         | -                          | 21                         |
| Israël             | 1     | -                          | -                          | -                          | -                          | 14                         | -                          | -                          | -                          | -                          | -                          | -                          | -                          | -                          | -                          | -                          | -                          |
| Slovaquie          | 4     | -                          | -                          | -                          | -                          | -                          | -                          | 16                         | 16                         | -                          | 16                         | -                          | -                          | -                          | -                          | 18                         | -                          |
| Géorgie            | 1     | -                          | -                          | -                          | -                          | -                          | -                          | -                          | -                          | -                          | -                          | -                          | -                          | -                          | -                          | -                          | 18                         |
| Îles Féroé         | 1     | -                          | -                          | -                          | -                          | -                          | -                          | -                          | -                          | -                          | -                          | -                          | -                          | -                          | -                          | -                          | 20                         |
| Bosnie-Herzégovine | 3     | -                          | -                          | -                          | -                          | -                          | -                          | -                          | -                          | -                          | -                          | -                          | -                          | -                          | 23                         | 23                         | 24                         |
| Grèce              | 1     | -                          | -                          | -                          | -                          | -                          | -                          | -                          | -                          | -                          | -                          | -                          | -                          | -                          | -                          | -                          | 23                         |
| Lettonie           | 1     | -                          | -                          | -                          | -                          | -                          | -                          | -                          | -                          | -                          | -                          | -                          | -                          | -                          | 24                         | -                          | -                          |
| Participants       | 29    | 12                         | 12                         | 12                         | 12                         | 16                         | 16                         | 16                         | 16                         | 16                         | 16                         | 16                         | 16                         | 16                         | 24                         | 24                         | 24                         |

Légende : 00 : Pays hôte – Q : Pays qualifié pour la prochaine édition.
Note
- La Serbie a conservé le palmarès et les points acquis par la RF Yougoslavie (1994-2003) et la Serbie-et-Monténégro (2003-2006).

## Statistiques et récompenses

### Pays hôtes
| Nombre | Pays hôte | Édition (s)        |
| ------ | --------- | ------------------ |
| 2 (+1) | Suède     | 2002, 2020, (2026) |
| 2 (+1) | Norvège   | 2008, 2020, (2026) |
| 2      | Croatie   | 2000, 2018         |
| 2      | Autriche  | 2010, 2020         |
| 1 (+1) | Danemark  | 2014, (2026)       |
| 1 (+1) | Portugal  | 1994, (2028)       |
| 1 (+1) | Espagne   | 1996, (2028)       |
| 1 (+1) | Suisse    | 2006, (2028)       |
| 1      | Italie    | 1998               |
| 1      | Slovénie  | 2004               |
| 1      | Serbie    | 2012               |
| 1      | Pologne   | 2016               |
| 1      | Hongrie   | 2022               |
| 1      | Slovaquie | 2022               |
| 1      | Allemagne | 2024               |

Quatre pays ont accueilli la compétition deux fois : la Croatie en 2000, 2018 tandis que la Suède, la Norvège et l'Autriche ont co-organisé l'Euro 2020 après avoir chacun organisé une fois la compétition seul , respectivement en 2002, 2008 et 2010.
Dix pays ont accueilli la compétition une seule fois : le Portugal en 1994, l'Espagne en 1996, l'Italie en 1998, la Slovénie en 2004, la Suisse en 2006, la Serbie en 2012, le Danemark en 2014, la Pologne en 2016, la Hongrie et la Slovaquie en 2022 et enfin l'Allemagne en 2024.
Pour les prochaines éditions, les pays-hôtes choisis par l'EHF sont en 2026 le Danemark (2e fois), la Suède et la Norvège (3e fois pour les deux) et en 2028 l'Espagne, le Portugal et la Suisse (tous pour la 2e fois).

### Meilleurs joueurs et meilleurs buteurs par tournoi
Les tableaux ci-dessous recensent les meilleurs joueurs et les meilleurs buteurs des différents Championnats d'Europe :
| Édition | Joueur               | Équipe       |
| ------- | -------------------- | ------------ |
| 1994    | Magnus Andersson     | Suède        |
| 1996    | Talant Dujshebaev    | Espagne      |
| 1998    | Daniel Stephan       | Allemagne    |
| 2000    | Jackson Richardson   | France       |
| 2002    | Magnus Wislander     | Suède        |
| 2004    | Ivano Balić          | Croatie      |
| 2006    | Ivano Balić (2)      | Croatie      |
| 2008    | Nikola Karabatic     | France       |
| 2010    | Filip Jícha          | Rép. tchèque |
| 2012    | Momir Ilić           | Serbie       |
| 2014    | Nikola Karabatic (2) | France       |
| 2016    | Raúl Entrerríos      | Espagne      |
| 2018    | Jim Gottfridsson     | Suède        |
| 2020    | Domagoj Duvnjak      | Croatie      |
| 2022    | Jim Gottfridsson (2) | Suède        |
| 2024    | Nedim Remili         | France       |

| Édition | Meilleur buteur     | Équipe       | Buts |
| ------- | ------------------- | ------------ | ---- |
| 1994    | Vassili Koudinov    | Russie       | 50   |
| 1996    | Thomas Knorr        | Allemagne    | 41   |
| 1998    | Jan Filip           | Rép. tchèque | 48   |
| 2000    | Oleg Velyky         | Ukraine      | 46   |
| 2002    | Ólafur Stefánsson   | Islande      | 58   |
| 2004    | Mirza Džomba        | Croatie      | 46   |
| 2006    | Siarhei Rutenka     | Slovénie     | 51   |
| 2008    | Lars Christiansen   | Danemark     | 44   |
| 2008    | Ivano Balić         | Croatie      | 44   |
| 2008    | Nikola Karabatic    | France       | 44   |
| 2010    | Filip Jícha         | Rép. tchèque | 53   |
| 2012    | Kiril Lazarov       | Macédoine    | 61   |
| 2014    | Joan Cañellas       | Espagne      | 50   |
| 2016    | Valero Rivera       | Espagne      | 48   |
| 2018    | Ondřej Zdráhala     | Rép. tchèque | 55   |
| 2020    | Sander Sagosen      | Norvège      | 65   |
| 2022    | Ómar Ingi Magnússon | Islande      | 59   |
| 2024    | Martim Costa        | Portugal     | 54   |
| 2024    | Mathias Gidsel      | Danemark     | 54   |

Remarques :
- avec 19 buts marqués en 2006 face à l'Islande (36-33), le Norvégien Kjetil Strand (de) détient le record du plus grand nombre de buts marqués en un match[12].
- avec 65 buts marqués en 2020, le Norvégien Sander Sagosen détient le record du plus grand nombre de buts marqués lors d'un championnat d'Europe[12].
- avec 289 buts marqués en onze Euros, le Français Nikola Karabatic  détient le record du plus grand nombre de buts marqués cumulés lors des championnats d'Europe et devance l'Islandais Guðjón Valur Sigurðsson (288 buts) et le Danois Mikkel Hansen (261)[12].
- avec 71 matchs joués en 10 éditions, le Français Nikola Karabatic est celui qui a disputé le plus de rencontres dans un championnat d’Europe. Il devance l’Espagnol Raúl Entrerríos (60 matchs) et l'Islandais Guðjón Valur Sigurðsson (59 matchs)[12].

### Bilans par joueur
Vingt joueurs ont été champions d'Europe à au moins trois reprises, :
| Rang | Joueur            | Nationalité | Médaille d'or, Europe      | Médaille d'argent, Europe | Médaille de bronze, Europe |
| ---- | ----------------- | ----------- | -------------------------- | ------------------------- | -------------------------- |
| 1    | Nikola Karabatic  | France      | 4 (2006, 2010, 2014, 2024) | 0                         | 2 (2008, 2018)             |
| 2    | Magnus Andersson  | Suède       | 4 (1994, 1998, 2000, 2002) | 0                         | 0                          |
| 2    | Martin Frändesjö  | Suède       | 4 (1994, 1998, 2000, 2002) | 0                         | 0                          |
| 2    | Ola Lindgren      | Suède       | 4 (1994, 1998, 2000, 2002) | 0                         | 0                          |
| 2    | Stefan Lövgren    | Suède       | 4 (1994, 1998, 2000, 2002) | 0                         | 0                          |
| 2    | Staffan Olsson    | Suède       | 4 (1994, 1998, 2000, 2002) | 0                         | 0                          |
| 2    | Magnus Wislander  | Suède       | 4 (1994, 1998, 2000, 2002) | 0                         | 0                          |
| 8    | Luc Abalo         | France      | 3 (2006, 2010 et 2014)     | 0                         | 2 (2008, 2018)             |
| 9    | Jérôme Fernandez  | France      | 3 (2006, 2010 et 2014)     | 0                         | 1 (2008)                   |
| 9    | Daniel Narcisse   | France      | 3 (2006, 2010 et 2014)     | 0                         | 1 (2008)                   |
| 9    | Thierry Omeyer    | France      | 3 (2006, 2010 et 2014)     | 0                         | 1 (2008)                   |
| 9    | Michaël Guigou    | France      | 3 (2006, 2010 et 2014)     | 0                         | 1 (2018)                   |
| 13   | Robert Hedin      | Suède       | 3 (1994, 1998 et 2000)     | 0                         | 0                          |
| 13   | Pierre Thorsson   | Suède       | 3 (1994, 1998 et 2000)     | 0                         | 0                          |
| 13   | Tomas Svensson    | Suède       | 3 (1994, 2000 et 2002)     | 0                         | 0                          |
| 13   | Peter Gentzel     | Suède       | 3 (1998, 2000 et 2002)     | 0                         | 0                          |
| 13   | Andreas Larsson   | Suède       | 3 (1998, 2000 et 2002)     | 0                         | 0                          |
| 13   | Johan Petersson   | Suède       | 3 (1998, 2000 et 2002)     | 0                         | 0                          |
| 13   | Thomas Sivertsson | Suède       | 3 (1998, 2000 et 2002)     | 0                         | 0                          |
| 13   | Ljubomir Vranjes  | Suède       | 3 (1998, 2000 et 2002)     | 0                         | 0                          |

Concernant le nombre de matchs joués et le nombre de buts marqués, ces joueurs se distinguent :
| Rang                            | Joueur                  | Nationalité | Matchs | Période   |
| ------------------------------- | ----------------------- | ----------- | ------ | --------- |
| 1                               | Nikola Karabatic        | France      | 79     | 2004-2024 |
| 2                               | Raúl Entrerríos         | Espagne     | 60     | 2004-2020 |
| 3                               | Guðjón Valur Sigurðsson | Islande     | 59     | 2000-2020 |
| 4                               | Hans Lindberg           | Danemark    | 58     | 2008-2024 |
| 4                               | Niklas Landin Jacobsen  | Danemark    | 58     | 2010-2024 |
| 6                               | Didier Dinart           | France      | 57     | 1998-2012 |
| 7                               | Mikkel Hansen           | Danemark    | 56     | 2010-2024 |
| 8                               | Luc Abalo               | France      | 55     | 2006-2020 |
| 9                               | Igor Vori               | Croatie     | 54     | 2004-2018 |
| 9                               | Domagoj Duvnjak         | Croatie     | 54     | 2008-2024 |
| Statistiques au 29 janvier 2024 |                         |             |        |           |

| Rang                            | Joueur                  | Nationalité  | Buts |
| ------------------------------- | ----------------------- | ------------ | ---- |
| 1                               | Mikkel Hansen           | Danemark     | 296  |
| 2                               | Nikola Karabatic        | France       | 295  |
| 3                               | Guðjón Valur Sigurðsson | Islande      | 288  |
| 4                               | Stefan Lövgren          | Suède        | 203  |
| 5                               | Sander Sagosen          | Norvège      | 200  |
| 6                               | Lars Christiansen       | Danemark     | 188  |
| 6                               | Ivan Čupić              | Croatie      | 188  |
| 8                               | Luc Abalo               | France       | 185  |
| 9                               | Ólafur Stefánsson       | Islande      | 183  |
| 10                              | Filip Jícha             | Rép. tchèque | 182  |
| Statistiques au 29 janvier 2024 |                         |              |      |

### Statistiques diverses
- Statistiques générales
  - Seules trois équipes ont participé à toutes les éditions : la Croatie, la France et l'Espagne.
  - Une seule équipe a remporté la compétition disputée à domicile : la Suède en 2002. En revanche, le pays hôte s'est incliné 4 fois en finale : l'Espagne en 1996, la Slovénie en 2004, la Serbie en 2012 et le Danemark en 2014
  - Deux équipes sont parvenues à conserver leur titre : la Suède en 2000 puis en 2002 et l'Espagne en 2020
  - Le plus petit total de buts sur un match est de 30 buts en 2002 : Allemagne - France 15-15.
  - Le plus grand nombre de buts marqués par un joueur : 19 buts par Kjetil Strand (en) avec la Norvège contre l'Islande en 2006 (score : 36-33).
- Statistiques des finales
  - La plus petite différence de buts est de 1 but en 1996 (Russie - Espagne 23-22).
  - La plus grande différence de buts est de 13 buts en 1994 (Suède - Russie 34-21).
  - Le plus petit total de buts est de 40 buts en 2012 (Danemark - Serbie 21-19).
  - Le plus grand total de buts est de 73 buts en 2014 (France - Danemark 41-32).
  - Le plus petit nombre de buts marqués par un champion est de 21 buts par le Danemark (contre la Serbie en 2012).
  - Le plus grand nombre de buts marqués par un finaliste battu est de 32 buts par le Danemark (contre la France en 2014).

## Logos des différentes éditions

Historique des logos des championnats d'Europe
Logo de l'Euro 1994 au Portugal.
Logo de l'Euro 1996 en Espagne.
Logo de l'Euro 1998 en Italie.
Logo de l'Euro 2000 en Croatie.
Logo de l'Euro 2002 en Suède.
Logo de l'Euro 2004 en Slovénie.
Logo de l'Euro 2006 en Suisse.
Logo de l'Euro 2008 en Norvège.
Logo de l'Euro 2010 en Autriche.
Logo de l'Euro 2012 en Serbie.
Logo de l'Euro 2014 au Danemark.
Logo de l'Euro 2016 en Pologne.
Logo de l'Euro 2018 en Croatie
Logo de l'Euro 2020 en Autriche, Suède et Norvège.
Logo de l'Euro 2022 en Hongrie et Slovaquie.
Logo de l'Euro 2024 en Allemagne